# Poliolais
Genre
Poliolais est un genre monotypique de passereaux de la famille des Cisticolidae. Il se trouve à l'état naturel dans le golfe de Guinée.

## Liste des espèces
Selon la classification de référence du Congrès ornithologique international (version 8.1, 2018) :
- Poliolais lopezi (Alexander, 1903) — Poliolaïs à queue blanche, Camaroptère à queue blanche, Fauvette à queue blanche de Fernando Po, Fauvette aquatique de Fernando Po, Fauvette de Lopez
  - Poliolais lopezi alexanderi Bannerman, 1915
  - Poliolais lopezi lopezi (Alexander, 1903)
  - Poliolais lopezi manengubae Serle (en), 1949